# Tatra 77

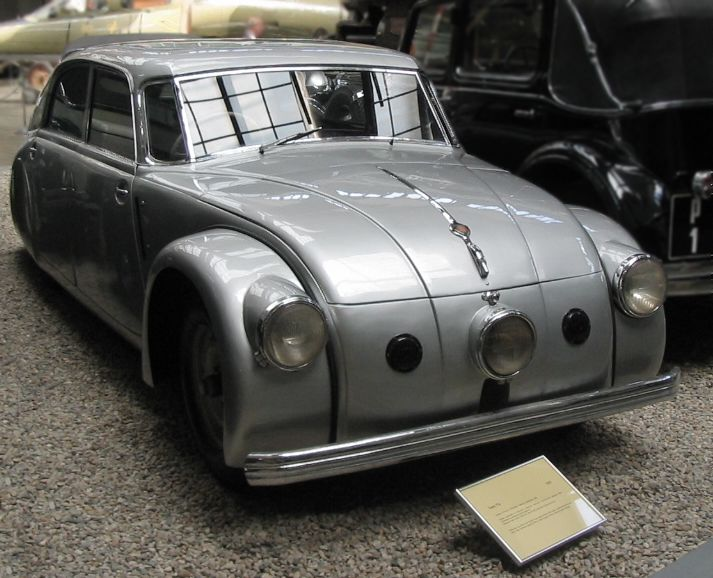
Tatra 77 A

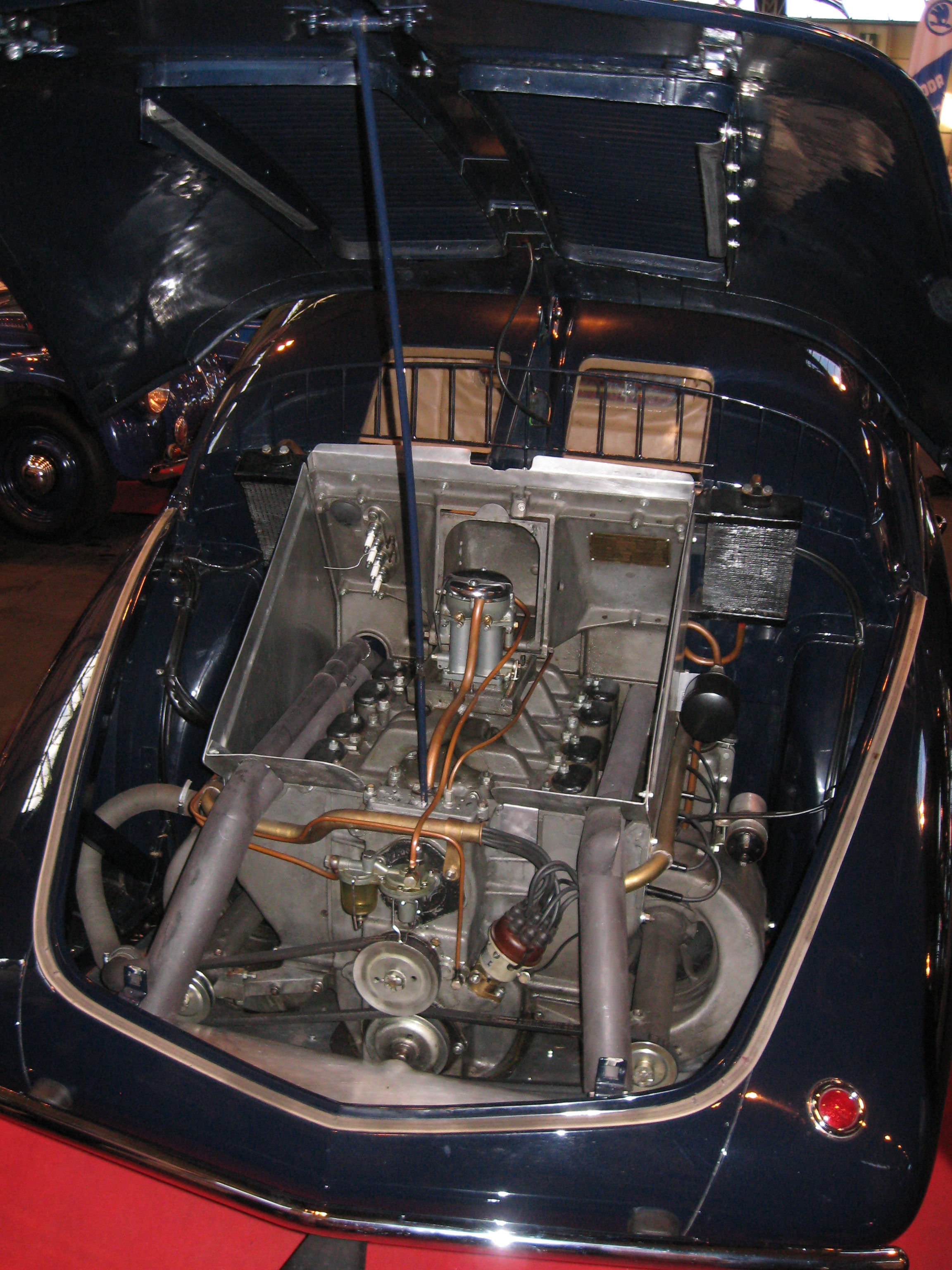
Motorraum eines Tatra 77 A

Der Tatra 77 ist ein Pkw der Oberklasse mit luftgekühltem Achtzylinder-V-Motor des tschechoslowakischen Herstellers Tatra. Er wurde von 1934 bis 1938 in zwei Serien hergestellt und war eines der ersten in Serie gefertigten Automobile, deren Karosserie nach den Erkenntnissen der Aerodynamik konstruiert und in einem Windkanal getestet wurde. Die Luftwiderstandsbeiwerte cw von 0,245 (gemessen) für ein Modell im Maßstab 1 : 5 resp. 0,36 (geschätzt) für den Tatra 77 und 0,36 (geschätzt) für den Tatra 77 A waren damals für Kraftfahrzeuge sehr gering. Nachfolger war der ab 1936 zwei Jahre lang parallel gebaute, wesentlich modernere und schnellere Typ 87.

## Geschichte

### Vorgeschichte
Im Jahre 1931 begann bei Tatra, nach Versuchen mit dem kleinen Prototyp eines Heckmotorautos V 570, unter großer Geheimhaltung die Entwicklung von neuen, großen und luxuriösen Pkw mit geringem Luftwiderstand. Dazu erhielt die zweite Version des V 570 1933 eine erste, bedingt strömungsgünstige Karosserie, an der sich die weiteren Arbeiten orientierten. Der Prototyp des Typs 77 war nach dem Rumpler-Tropfenwagen von 1921 das nächste Auto, von dem ein Modell im Windkanal getestet wurde; vorher war die Form von Flugzeugen und Luftschiffen im Windkanal verbessert worden. Die geistigen Väter des Typs 77 und einer Reihe weiterer Tatra-Pkw gleicher Konzeption waren Hans Ledwinka als Chefkonstrukteur des Hauses für die Technik und Ingenieur Erich Übelacker (1899–1977) für die Stromlinienkarosserie. Die Gestaltung der Karosserie basiert dabei maßgeblich auf Ideen und Erkenntnissen des österreichischen Ingenieurs und Aerodynamikers Paul Jaray.
Das erste serienmäßige Auto, das konsequent in Stromlinienform gebaut worden ist, ist der Rumpler-Tropfenwagen von 1921 mit einem Luftwiderstandsbeiwert von 0,28. Auch dieser Wagen wurde im Windkanal der Aerodynamischen Versuchsanstalt (AVA) in Göttingen optimiert.

### Typ 77

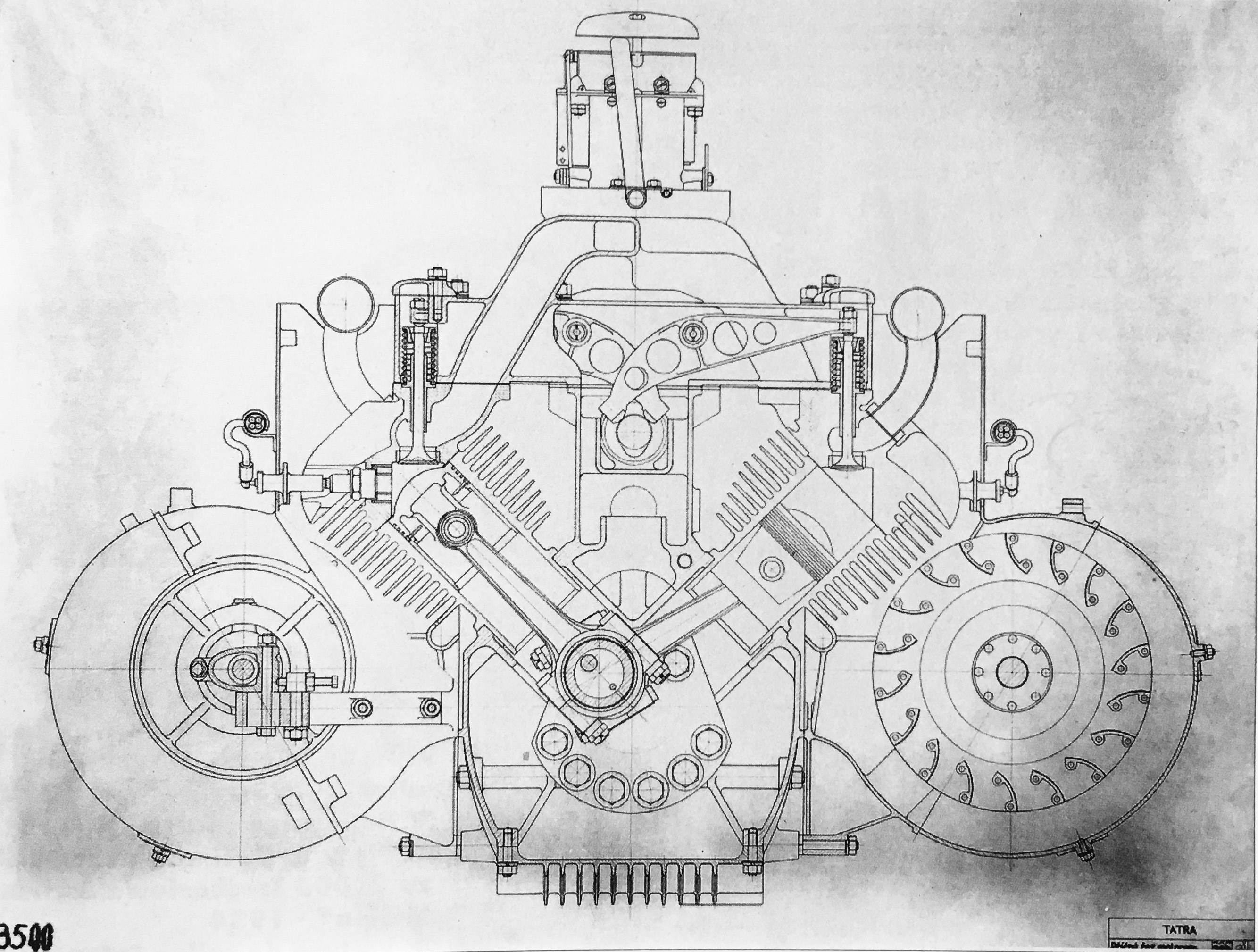
Schnittbild das Motors

Der Tatra 77 wurde am 4. März 1934 auf dem Prager Automobilsalon der Öffentlichkeit vorgestellt. Im gleichen Monat lief die Produktion an. Es war das erste serienmäßig produzierte stromlinienförmige Automobil der Welt und sein Erscheinen auf dem Automarkt war eine Sensation. Da das Auto niedrig und der Wagenboden möglichst glatt sein sollte, wurde der Motor im Heck angeordnet, wodurch der bei konventioneller Bauweise übliche Kardantunnel mit der Auspuffleitung entfallen konnte. Das für Tatra typische zentrale Tragrohr wurde beibehalten. Charakteristisch war die vertikale hintere Mittelflosse, die zur Verbesserung des Geradeauslaufs die Auswirkungen von Seitenwind auf den leichten Vorderwagen ausgleichen sollte. Angetrieben wurde der T 77 von einem luftgekühlten V8-Motor im Heck mit 2969 cm³ Hubraum (75 mm Bohrung, 84 mm Hub), einer Verdichtung von 5,3 : 1 und einer Leistung von 60 PS (44 kW) bei 3500/min. Die Ventile wurden von einer hoch eingebauten zentralen Nockenwelle über lange Kipphebel nach Art einer Walking-Beam-Steuerung betätigt. Über ein teilsynchronisiertes Vierganggetriebe wurde die Kraft auf die Hinterräder übertragen. Gehäuseteile von Motor und Getriebe bestanden aus einer Magnesiumlegierung. „Der Brennstoff ist in zwei getrennt durch Dreiwegehahn schaltbaren Tanks weit außerhalb des Bereichs von Motor und Auspuffgasen in der Wagenmitte unter den Vordersitzen angebracht und diese sind von einer Stelle außerhalb des Fahrgastraumes zu füllen.“ Alle Räder waren einzeln aufgehängt, vorn an doppelten Dreieckslenkern, hinten an einer Pendelachse. Beide Achsen hatten Querblattfedern. Vorne und hinten gab es hydraulisch betätigte Trommelbremsen. „Hinter den Rücksitzen über dem Getriebe des Maschinenaggregates  ist ein überaus geräumiger Kofferraum  im Wageninnern vorgesehen. Der Führer sitzt in der Mitte des Wagens. Zwei weitere Vordersitze befinden sich etwas versetzt hinter dem Zentralen-Führersitz.“ Die Höchstgeschwindigkeit lag bei 145 km/h. Bis 1935 wurden 101 Stück dieser Autos gebaut.

### Typ 77 A
Im Jahr 1935 wurde er zum Typ 77 A weiterentwickelt. Dieser war um 100 kg schwerer, hatte einen um 10 cm verlängerten Radstand, auf 80 mm aufgebohrten Motor mit größerem Hubraum (3378 cm³) und höherer Motorleistung (70 PS (51 kW) bei 3500/min), geringfügig verbesserte Fahreigenschaften sowie eine Spitzengeschwindigkeit von über 150 km/h. Der Typ 77 A ist leicht an dem – erstmals bei einem Tatra – in der Mitte angeordneten dritten Frontscheinwerfer vom Vorgänger zu unterscheiden. Als 1936 der verbesserte Nachfolger Typ 87 erschien, wurde der T 77 A nicht eingestellt, sondern wegen des weiter bestehenden Interesses in 154 Exemplaren noch bis 1938 weiter gebaut.
Insgesamt wurden vom Typ 77 und Typ 77 A in allen Ausführungen 255 Fahrzeuge (ohne Prototypen) hergestellt, wobei wegen der häufig realisierten Kundenwünsche kaum ein Auto dem anderen glich.
Heutzutage gilt der Tatra 77 vor allem in seiner zweiten Ausführung als gesuchtes Sammlerauto bzw. Oldtimer.

## Varianten
- Tatra 77
- Tatra  77 A

## Technische Daten

### Typ 77 Baujahr 1934–1935
- Länge: 5130 mm
- Breite: 1700 mm
- Gesamthöhe: 1500 mm
- Radstand: 3150 mm
- Spurweite vorne: 1300 mm
- Spurweite hinten: 1300 mm
- Bodenfreiheit: 220 mm
- Motor: V8-Motor mit OHC-Ventilsteuerung, luftgekühlt (2 axiale Kühlgebläse)
- Hubraum: 2969 cm³
- Leistung: 60 PS (44 kW) bei 3500/min
- max. Drehmoment: 132 Nm bei 2400/min
- Getriebe: Einscheiben-Trockenkupplung (Bauart Komet Mecano), Viergang-Schaltgetriebe mit Mittelschaltung, 3. und 4. Gang synchronisiert
- Antriebsart: Heckantrieb
- Leergewicht 1700 kg
- Höchstgeschwindigkeit 145 km/h (Werksangabe)
- Normverbrauch: 14–16 l/100 km

### Typ 77 A Baujahr 1935–1938
- Länge: 5410 mm
- Breite: 1700 mm
- Gesamthöhe: 1500 mm
- Radstand: 3250 mm
- Spurweite vorne: 1300 mm
- Spurweite hinten: 1300 mm
- Bodenfreiheit: 220 mm
- Motor: V8-Motor mit OHC-Ventilsteuerung, luftgekühlt (2 axiale Kühlgebläse)
- Hubraum: 3378 cm³
- Leistung: 70 PS (51 kW) bei 3500/min
- max. Drehmoment: 148 Nm bei 2400/min
- Getriebe: Einscheiben-Trockenkupplung (Bauart Komet Mecano), Viergang-Schaltgetriebe mit Mittelschaltung, 3. und 4. Gang synchronisiert
- Antriebsart: Heckantrieb
- Leergewicht 1800 kg
- Höchstgeschwindigkeit 150 km/h (Werksangabe)
- Normverbrauch: 14–16 l/100 km

## Patentinformationen
Nachfolgend eine unvollständige Übersicht zu Patenten von Hans Ledwinka zum Tatra 77.
- Patent  US2076653A: Internal combustion engine. Angemeldet am 26. November 1934, veröffentlicht am 13. April 1937, Erfinder: Hans Ledwinka (Erfindung zu Einbau und Betrieb eines luftgekühlten 8-Zyl.-Heckmotors zum Tatra 77, DE2076653XA·1933-09-13).‌
- Patent  US2079218A: Connections of the driving unit to the frame of a motor vehicle. Angemeldet am 26. November 1934, veröffentlicht am 4. Mai 1937, Erfinder: Hans Ledwinka (Chassis-, Achs- und Lüftungskonstruktion mit Zentralrohrrahmen und Heckmotor zum Tatra 77, DE2079218XA·1932-12-17).‌